# نولان جرفي
نولان جرفي (الاسم العلمي:Nolana clivicola) هو نوع نباتي يتبع جنس النولان من فصيلة الباذنجانية.